# Coelotes vallei
Coelotes vallei är en spindelart som beskrevs av Brignoli 1977. Coelotes vallei ingår i släktet Coelotes och familjen mörkerspindlar.
Artens utbredningsområde är Italien. Inga underarter finns listade i Catalogue of Life.